# Schweiz herrlandslag i basket
Schweiz herrlandslag i basket (tyska: Schweizer Basketballnationalmannschaft, franska: Équipe de Suisse de basket-ball, italienska: Nazionale di pallacanestro della Svizzera) representerar Schweiz i basket på herrsidan. Laget deltog första gången i Europamästerskapet 1935.

### Fotnoter
1. ↑  Todor Krastev (19 mars 1935). ”Men Basketball 1st European Championship 1935 Geneva (SUI) - 02-05.05 Winner Latvia” (på engelska). Sport Statistics. Arkiverad från originalet den 5 mars 2016. https://web.archive.org/web/20160305034552/http://www.todor66.com/basketball/Europe/Men_1935.html. Läst 23 juni 2015.